# Ksaver Šandor Gjalski
Ksaver Šandor Gjalski (zadnja riječ čita se Đalski), pravim imenom Ljubomil Tito Josip Franjo Babić, (Gredice, Zabok, 26. listopada 1854. – Gredice, Zabok, 6. veljače 1935.) bio je hrvatski književnik. Pisao je romane, pripovijetke, kronike, književne članke, filološke oglede te političke i povijesne rasprave.
Jedan od najtipičnijih hrvatskih književnika druge polovice 19. i početka 20. stoljeća. Rođen je u plemićkoj obitelji Hrvatskog zagorja, što će znatno utjecati na izbor njegovih književnih tema. U svojim pripovijetkama Pod starimi krovovi, Za materinsku rieč i Na rođenoj grudi on je ne samo kroničar već i osjetljiv lirik, te istančan i zreo umjetnik. Do izražaja dolazi njegov emocionalni odnos prema prirodi i zagorskom ladanju.
Gjalski se okušao i u mnogim drugim temama i motivima, obuhvativši gotovo čitavu društvenu problematiku svojega doba. Ostaje zabilježen kao prvi kritičar i uopće prvi hrvatski pisac koji je pokušao dati sveobuhvatnu literarnu sintezu hrvatskoga društva u kojemu je živio.

## Životopis
Hrvatski književnik i političar Ksaver Šandor Gjalski rođen je kao Ljubomil Tito Babić 26. listopada 1854. godine u Gredicama kod Zaboka. Poslije će u svom djelu Za moj životopis zapisati: U petak sam se rodio (26. listopada 1854) nešto prije ponoći. Moj prvi glas novorođenčeta bio je popraćen udaranjem stare dvjestagodišnje ure, kojim je najavljivala dvanaest sati, ili, kako je u ono još romantično u nas doba primalja, valjda također romantična, inače supruga felčera iz obližnjeg trgovišta, uskliknula: "Die Geisterstunde!" I tako, rođenu u petak, u takvu uru, budu mi od prvoga časa u životu pratilicama starodavne predsude i bojazni; a malo zatim zahvati me bolest tako jako da su i prizvani liječnik, i felčer, i žena mu primalja odsudili te mi je živjeti samo još nekoliko sati, pak - žene oko zipke nisu više dvoumile da tako mora biti kad sam se u petak rodio.
U roditeljskom domu odgajan je u izrazito ilirskom duhu, o čemu će u već spomenutom djelu Za moj životopis zapisati: Od njega sam (oca) i od prvoga časa primio neizbrisivu ljubav za sve što je slavensko, a još više ljubav prema rođenoj grudi - domovinsku ljubav. Pored domoljublja Gjalski je u ranom djetinjstvu otkrio veliku ljubav prema knjizi, posebice prema latinskim klasicima i poeziji. Ljubav prema književnosti vjerojatno je naslijedio od majke, koja je rado čitala djela francuskih, engleskih i njemačkih književnika.
Osnovnu školu i gimnaziju pohađao je u Varaždinu, a nakon svršetka gimnazije u Zagrebu upisuje studij prava na Pravoslovnom fakultetu. Studij prava završit će 1874. godine, ali ne u Zagrebu, nego u Beču. U vrijeme školovanja susreće se s Eugenom Kvaternikom i s oduševljenjem prihvaća njegove političke stavove i zamisli. No poslije će njegove političke stavove odbaciti i zastupati ideje Josipa Jurja Strossmayera. Četiri godine poslije (1878.) u Beču će položiti državni ispit i zaposliti se u Koprivnici kao državni činovnik. Često će mijenjati mjesto boravka (Virovitica, Osijek, Sisak, Pakrac, Sušak, Zagreb...). Pri Kraljevskoj zemaljskoj vladi zaposlit će se 1891. godine, ali već sedam godina poslije (1898.) bit će umirovljen zbog neslaganja s politikom bana Khuen-Héderváryja.

### Književno stvaralaštvo
U hrvatskoj književnosti javlja se prvi put u listu Vienac 1884. godine pripovijetkom Illustrissimus Battorych, uzevši književni pseudonim Ksaver Šandor Gjalski po majčinu ocu. Godine 1903. zajedno je s Milivojem Dežmanom bio urednik lista Vienac. Vrhuncem njegova stvaralaštva smatra se djelo Pod starimi krovovi (1886.). No značajni su svakako i njegovi romani U novom dvoru te Na rođenoj grudi. Pored njih piše i politički roman U noći te tri povijesna romana: Osvit, Za materinsku rieč i Dolazak Hrvata. Svakako treba spomenuti i djela: Iz varmegjinskih dana, Diljem doma, Tri pripoviesti bez naslova, Janko Borislavić, Biedne priče, Gjurgjica Agićeva, Male pripoviesti, Radmilović, Ljubav lajtnanta Milića i druge pripovietke, Sasma neobični i čudnovati doživljaji illustissimusa Šišmanovića te politički roman Pronevjereni ideali, koji je označio njegovo otrežnjenje od ideje jugoslavenstva. Pored romana pisao je i književne članke, filološke oglede te političke i povijesne rasprave. Djela Gjalskoga prevedena su na sve veće europske jezike. U dva mandata bio je predsjednik Društva hrvatskih književnika, a 1903. godine izabran je za počasnog člana JAZU-a. 
Godine 1905. Gjalski je "iz ozbiljnih švedskih književnih krugova" bio predložen za dobitnika Nobelove nagrade za književnost (te ju je godine dobio Henryk Sienkiewicz).
U njegovu se književnom stvaralaštvu dade zamijetiti razumijevanje različitih ideologija i svjetonazora. U romanu Na rođenoj grudi, primjerice, u dijalog između glavnog junaka i njegova prijatelja sa studija ugradio je kratko ali pronicavo razmatranje o materijalizmu prema kojemu ovaj svijet "nema nikakve više svrhe u sebi nego sastavljanje atoma," što je stav koji je Gjalski predstavio kao primamljiv, ali i poguban budući da je glavnog junaka doveo do odluke zbog koje je gorko zažalio. 

### Politički život
Gjalski se od mladosti zanimao za politička zbivanja, premda je razmjerno često mijenjao politička stajališta. Jedno je vrijeme, prije Rakovičkog ustanka, bio blizak s Eugenom Kvaternikom, a potom s biskupom Strossmayerom te je čak "neko vrijeme bio blizak sveslavenstvu." U politički se život djelatno uključuje 1906. kada biva izabran za zastupnika u Hrvatskom saboru. U vremenu od 1909. do 1920. godine na dužnosti je velikog župana Zagrebačke županije. Nedugo nakon što je Hrvatska ušla u državnu zajednicu sa Srbima, Gjalski je razumio kako je to za Hrvate, kao i za druge nesrpske narode, bio pogrešan politički odabir. O tome je već 1925. pisao u romanu "Pronevjereni ideali". To njegovo posljednje veće djelo, prema Hrvatskoj enciklopediji, "političko je razočaranje u vlastitim ideološkim izborima, posebno jugoslavenstvu." Preminuo je 6. veljače 1935. godine u rodnim Gredicama. Njemu se u čast održava manifestacija Dani Ksavera Šandora Gjalskog, na kojem se dodjeljuje i istoimena nagrada, nagrada "Ksaver Šandor Gjalski".

### Ostalo
Ksaverov potomak je Ivo Babić Gjalski. Bio je nadareni fizičar i član prve generacije Zavoda za teorijsku fiziku koji je pokrenuo profesor Ivan Supek, a čiji su najvažniji pripadnici Gaja Alaga, Ivo Babić Gjalski, Vladimir Glaser i Borivoj Jakšić. Bio je kohezijski čimbenik na Zavodu i nepogrješivih društvenih manira. Od Ive se mnogo očekivalo. Supek mu je predložio istraživati odnos između klasične i kvantne elektrodinamike. S njime je objavio djelo Korespondencija klasične i kvantne elektrodinamike (RAD 296 (JAZU) 23 (1953)), kojom su proširili poluklasični Weizsäcker-Williamsov pristup, razvijen za meke fotone u QED-u, u mezonsku fiziku. Život mu je prerano okončao. Poginuo je u planinarskoj nezgodi 1951. godine.

## Spomen
- Dani Ksavera Šandora Gjalskog, Zabok [7]

- Nagrada Ksaver Šandor Gjalski

- Gradska Knjižnica Ksaver Šandor Gjalski, Zabok [8]
- Osnovna škola Ksavera Šandora Gjalskoga, Zagreb [9]

## Vanjske poveznice
- Dani Ksavera Šandora Gjalskog
- Gjalski, Ksaver Šandor, Hrvatski biografski leksikon
- Ksaver Šandor Gjalski, izbor digitaliziranih djela